# Radical 118
竹 (Bambou) est un kanji composé de 6 traits et fondé sur 竹. Il fait partie des kyōiku kanji / 1re année.
Il se lit チク (chiku) en lecture on et たけ (take) en lecture kun.
Son caractère Unicode est 7AF9.

## Exemples
- 竹林 (takebayashi) : bosquet de bambous.
- 竹垣 (takegaki) : clôture en bambou.
- 竹馬 (takeuma) : échasses.
- 竹筒 (takezutsu) : tube de bambou.

- 竹刀     
  - prononciation : shinai
  - caractère kanji : 竹 , 刀
  - mot-clef : sport
  - traduction : sabre de bambou